# Tawaraya Sōtatsu
Sōtatsu, sobrenom: Inen, noms del taller: Tawara-Ya i Taiseiken, generalment anomenat Tawaraya Sōtatsu, fou un pintor japonès dels segles XVI-XVII, de l'escola Rinpa. No es coneixen les seves dates de naixement i mort però el seu naixement va ser a finals del segle XVI segons la datació de la seva obra, i la seva mort es situa cap al 1643. Una de les seves obres està datada l'any 1606, i els treballs de restauració d'una preciosa col·lecció que li van donar el 1602 suggereixen una data de naixement cap a finals del segle XVI.

## Context
El sistema feudal sòlidament establert pel govern shogunal dels Tokugawa i recolzat pel desenvolupament de la indústria i el comerç, va assegurar al Japó una pau que va durar dos segles i mig. Ja no havent de témer problemes interns ni invasions estrangeres, les diferents classes socials, militars, aristocràtiques o burgeses, van reclamar artistes de tendències molt diverses per satisfer la seva necessitat d'obres d'art. Al mateix temps que Edo s'imposava com a centre polític, Ôsaka afirmava la seva importància econòmica i Kyoto, seu de la família imperial, mantenia encara la seva alta tradició cultural. A més, els senyors locals s'esforçaven per desenvolupar les ciències i les arts a les províncies, i sobretot a les ciutats on residien.
L'elit aristocràtica i l'emperador, així com la classe mitjana alta de Kyoto van donar suport i van participar en un conjunt d'assoliments (inclosos els de Tawaraya Sōtatsu i Hon'ami Kōetsu) fortament impregnats d'un desig d'alta cultura, on el període Heian i l'inici del període Kamakura servien de referents. En això es van diferencien radicalment de les produccions patrocinades per les noves elits guerreres que competien des de feia segles.
|  |  |

## Biografia i obra
Aquest artista segueix sent un enigma: hi ha molt poques al·lusions a la seva obra, als seus encàrrecs i als judicis dels seus contemporanis. Si situem la seva activitat a principis del segle XVII, no se sap res, ni de les seves dates de naixement i mort, ni tan sols de la ubicació de la seva tomba.

### Abans de 1615
El pintor que signa, a partir de 1616, el nom de Sōtatsu sembla haver estat anomenat abans “de Tawaraya”, i “Tawaraya” seria el nom del seu estudi o de l'estudi on treballava. Les activitats conegudes d'aquest tipus de tallers de decoració, a Kyoto, reuneixen totes les disciplines relacionades amb la pintura: il·luminació, pintura en ventall, fanals, petxines i pantalles, dibuix arquitectònic, dibuix tèxtil, nines. No només estaven orientats cap al públic sinó també cap a l'emperador, la seva cort i l'aristocràcia. La seva florida activitat responia a la demanda d'una població urbana que torna a la prosperitat, durant la reconstrucció que seguia els llargs períodes de guerra i destrucció.

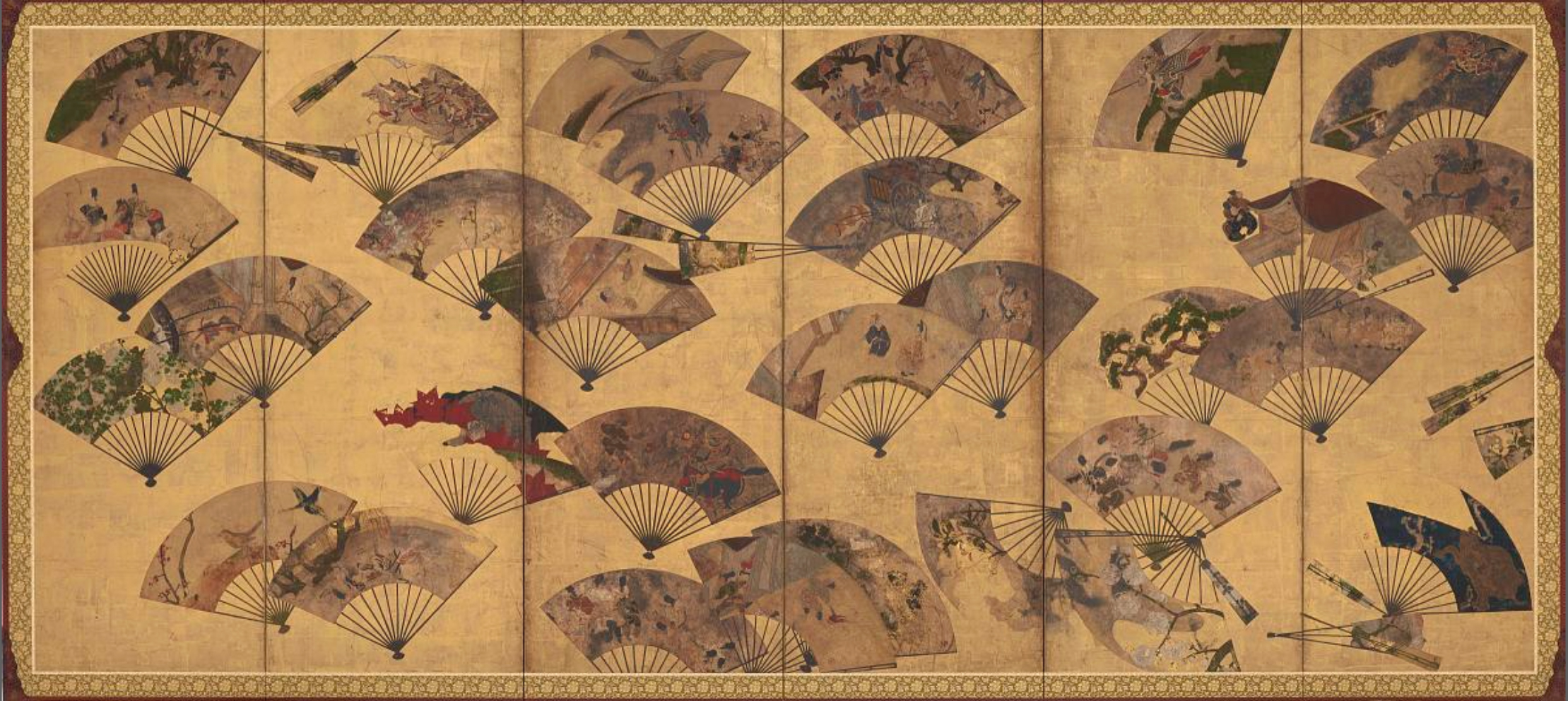
La pantalla amb ventiladors dispersos. Tawaraya Sotatsu. Pantalla de sis panells, H x A (imatge): 154,5 × 362 cm. Color, or i plata sobre or sobre paper. Galeria d'art Freer.

Sōtatsu presumiblement va dirigir el taller de Tawaraya. Feia, o havia fet, molts seguidors. Encara queden moltes pintures sobre paper de ventall (senmenga), muntades en pantalles, de l'«estil Sōtatsu», que reprenen els mateixos temes i les mateixes composicions, on podem distingir el toc del mestre i dels seus deixebles. Sembla, doncs, que l'estil decoratiu de la casa Tawaraya estava molt de moda a l'època, i que també va ser a través d'això que es va apreciar l'originalitat de Sōtatsu.
El taller de Tawaraya va proporcionar a l'emperador i a la seva cort papers decorats per a la cal·ligrafia. En aquest taller, com Tawaraya, Sōtatsu també va pintar ventalls, abans de rebre encàrrecs més importants, com la restauració d'una antiga col·lecció de poemes del període Heian, waka, composta en japonès i no en xinès clàssic, com eren els kanshi. Aquest període va aparèixer, tant a l'emperador com a la seva cort, com una època daurada de la cultura japonesa, en el moment àlgid del poder de l'emperador. Aquesta bella època, des del seu punt de vista, cadascú la feia tornar a reviure a través de poemes, escrits amb paraules, potser amb música, però sobretot, per a nosaltres, en cal·ligrafia inspirada, en paper decorat i escollit o produït pel taller Tawaraya d'acord amb la poesia que havien de rebre.
Sōtatsu també dona vida a la pintura del període Heian, o Yamato-e, aportant-hi el seu esperit innovador i els seus processos sorprenents. En efecte, l'any 1602 apareix el nom de Sōtatsu per a la restauració d'una col·lecció d'antics sutres. Es tracta d'una ofrena feta per la família Heike l'any 1164, al final del període Heian (als segles xi i xii) al santuari d'Itsukushima a l'illa del mateix nom (o Miyajima). Les creacions artístiques del període Heian, i l'estil molt particular de les il·luminació d'aquesta col·lecció, tindran una importància essencial per a Sōtatsu i després per a tota l'escola Rinpa a la qual dona l'impuls inicial, encara que el començament del període Kamakura (1185-1333), que segueix al període Heian, també li serveix de referència.
Nombrosos rotlles i àlbums (el més antic dels quals data de 1606) en què la molt bella cal·ligrafia de Kōetsu està inscrita en làmines ricament dotades de motius en daurat i plata de Sōtatsu, són obres col·lectives que evoquen l'harmonia del dibuix, la cal·ligrafia i la poesia del període Heian. Fins a aquest moment l'or i la plata només s'utilitzaven per millorar la decoració de les línies pintades, Sōtatsu els utilitza en rentat com a pigments amb efectes brillants.

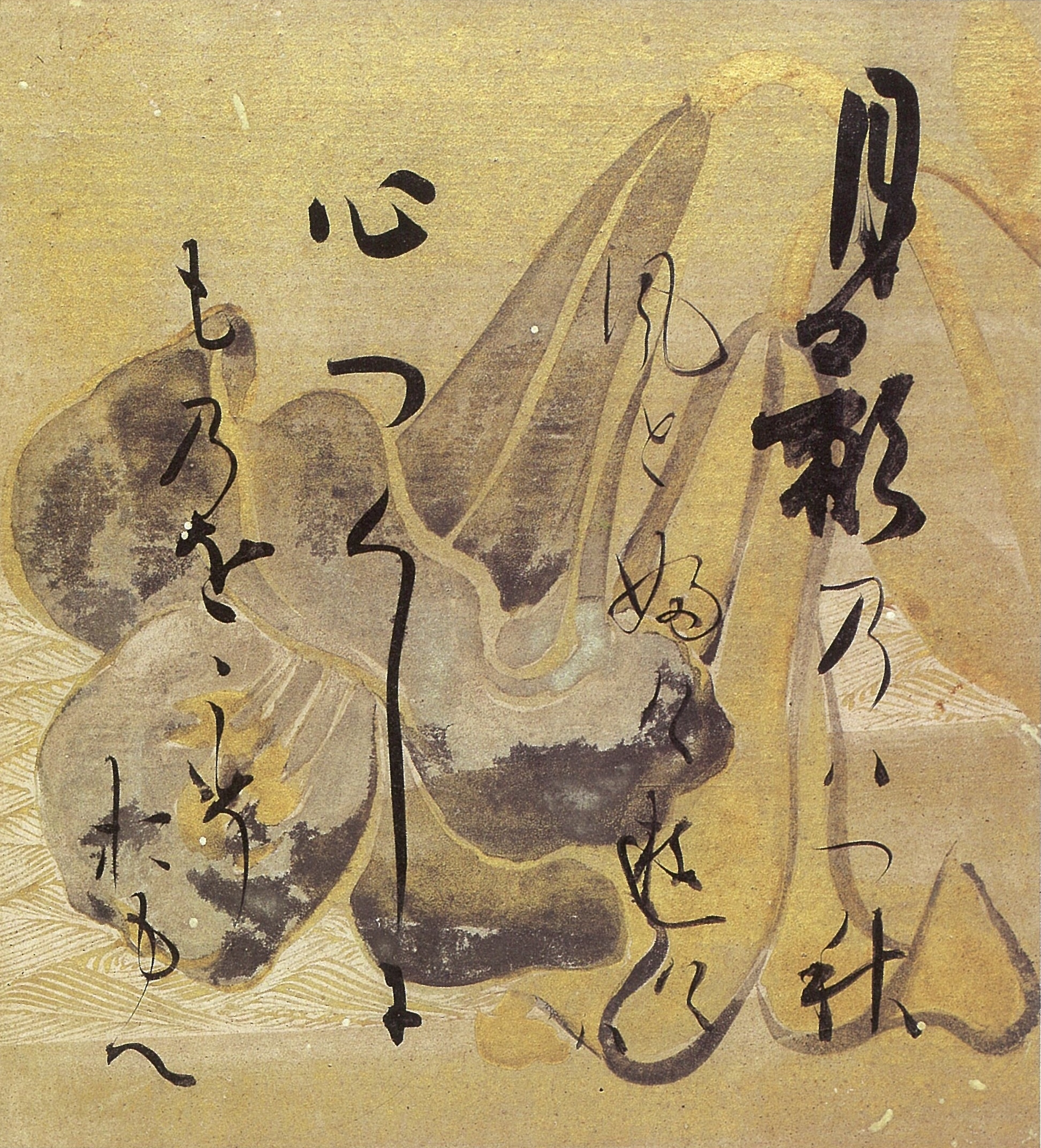
Flors de les quatre estacions. Detall, d'un àlbum de 12 pàgines. Poesia del Shin Kokin Wakashū. Cal·ligrafia: Kōetsu, pintura: Sōtatsu. Museu d'Art Sunritz Hattori, Nagano
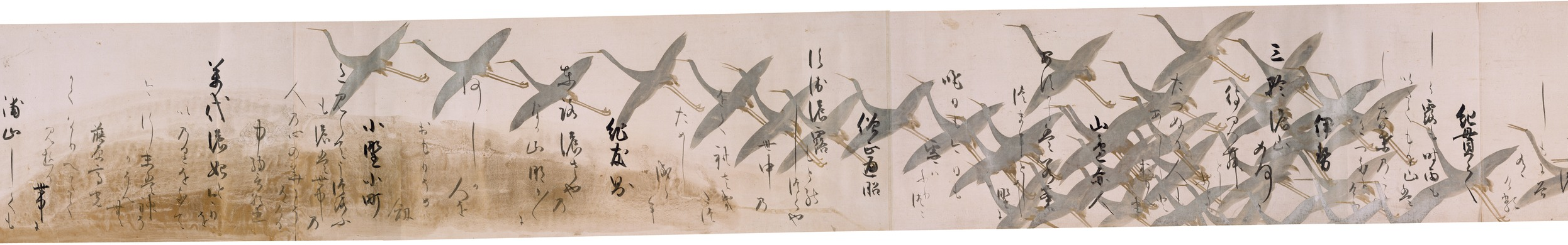
Tsuru emaki. Antologia de poesia i grues en vol. Cal·ligrafia: Kōetsu, pintura: Sōtatsu. Museu Nacional de Kyoto
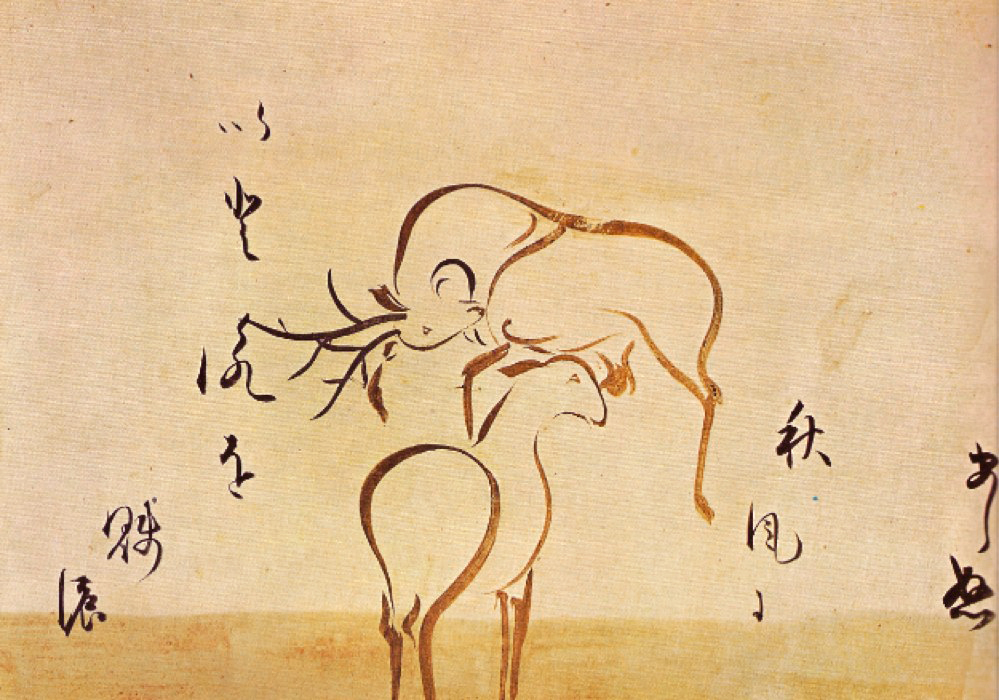
Els Cérvols (detall). Cal·ligrafia: Kōetsu, pintura: Sōtatsu. Corró horitzontal. Tinta daurada i plata sobre paper. Alçada 34 cm. Museu d'Art MOA, Atami
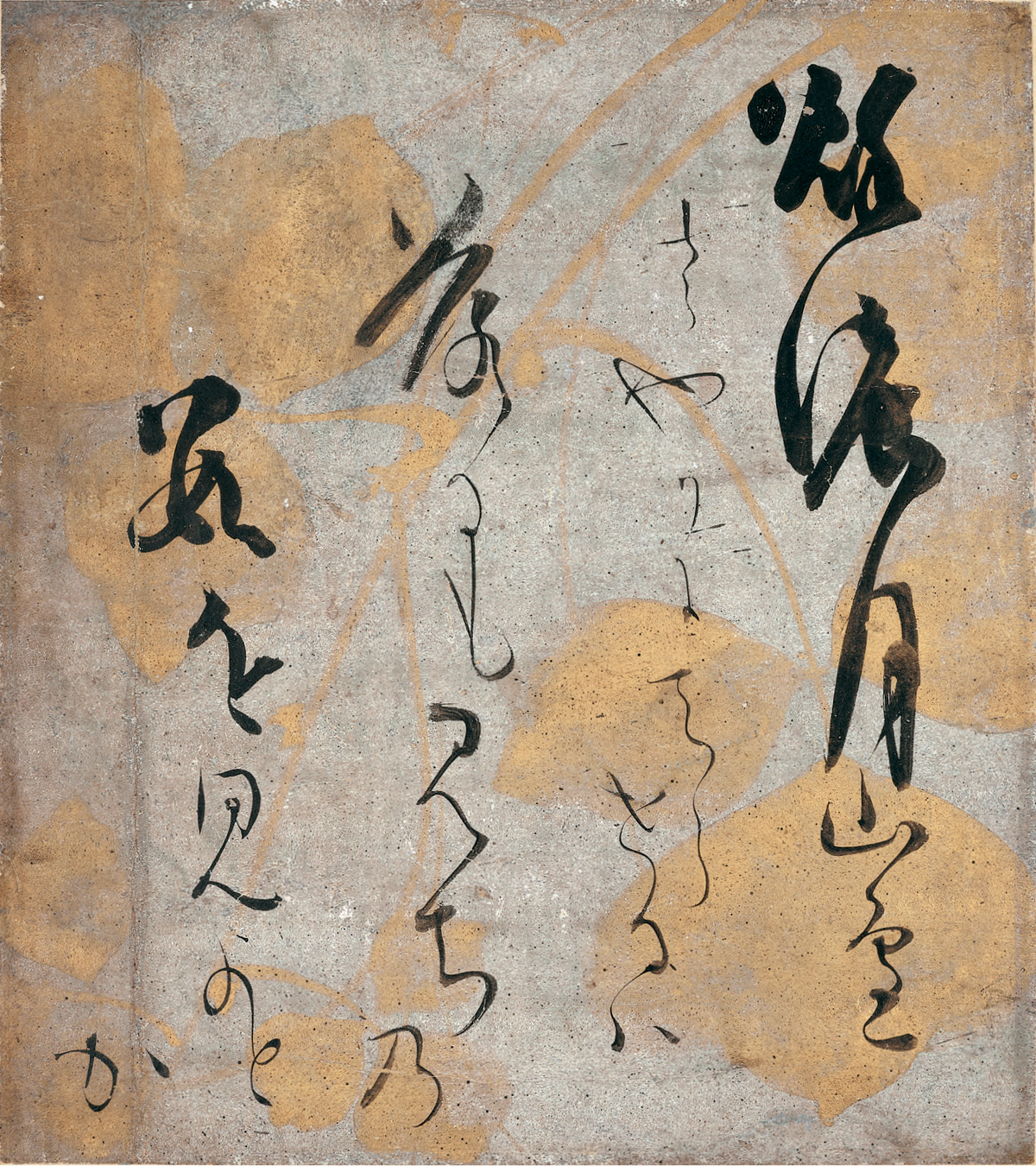
Poema de la col·lecció de waka: Kokin wakashū. Full de l'àlbum, 18.3 x 16.3 cm. Tinta i or sobre paper. Cal·ligrafia: Kōetsu, pintura: Sōtatsu. Institut d'Art de Minneapolis
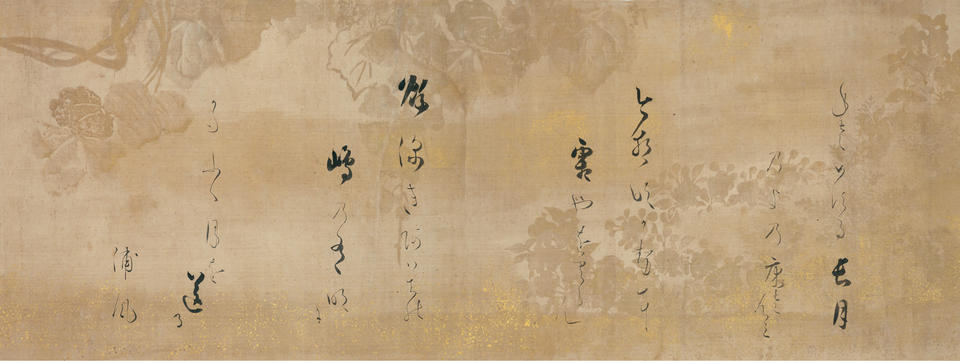
Dotze poemes del Shin kokin wakashū. Cal·ligrafia: Kōetsu, pintura: Sōtatsu. Cap al 1620. Rotlle, tinta i or sobre seda, 34 x 488 cm. MET
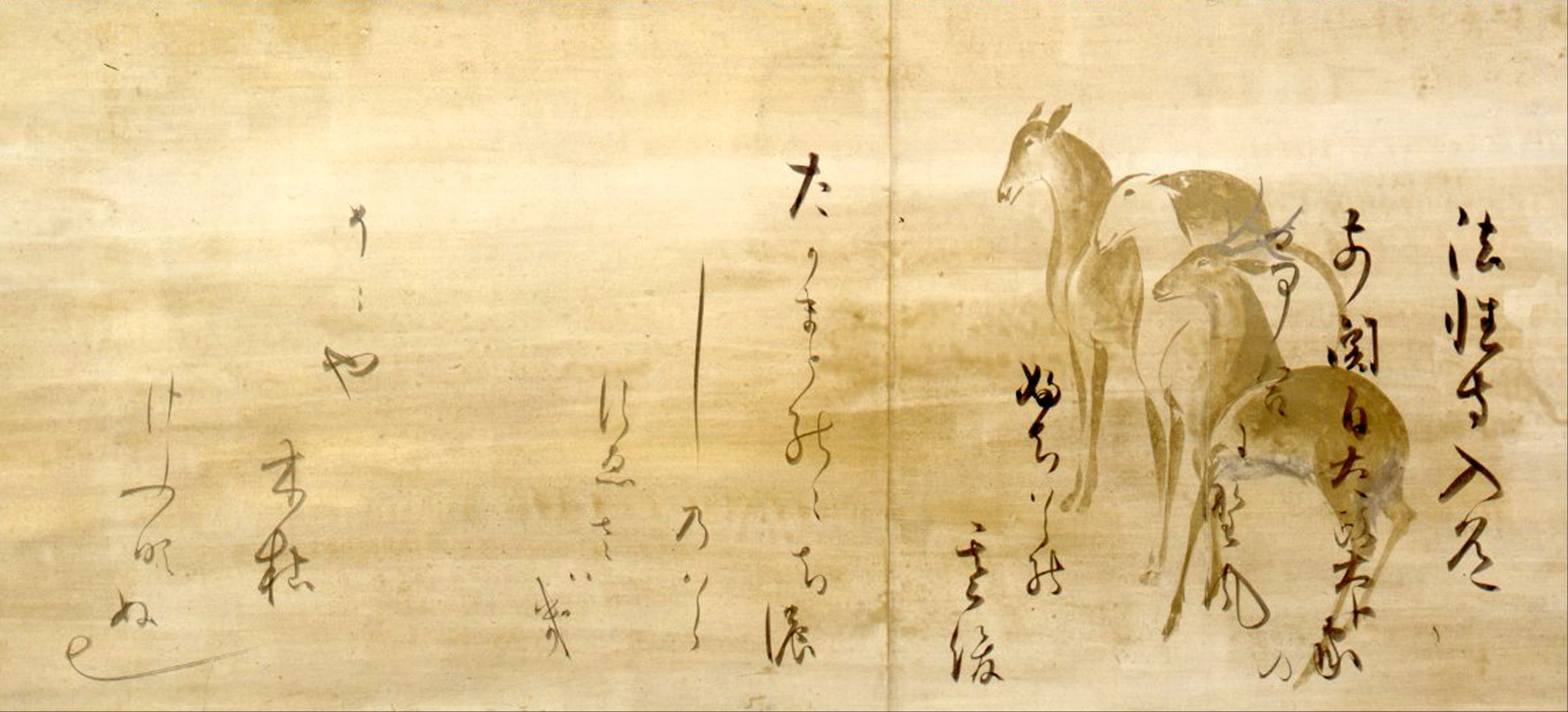
Poemes i cérvols, detall. Cal·ligrafia Kōetsu, tinta; Pintura Sōtatsu, rentat d'or i plata ; paper. H 34 cm, detall. Museu d'Art MOA.

El 1615, Shōgun Ieyasu va donar terres a Kōetsu al poble de Takagamine, al nord-oest de Kyoto, i diversos artesans s'hi van unir. Però Sōtatsu va romandre a Kyoto. Aleshores va acabar la seva col·laboració.

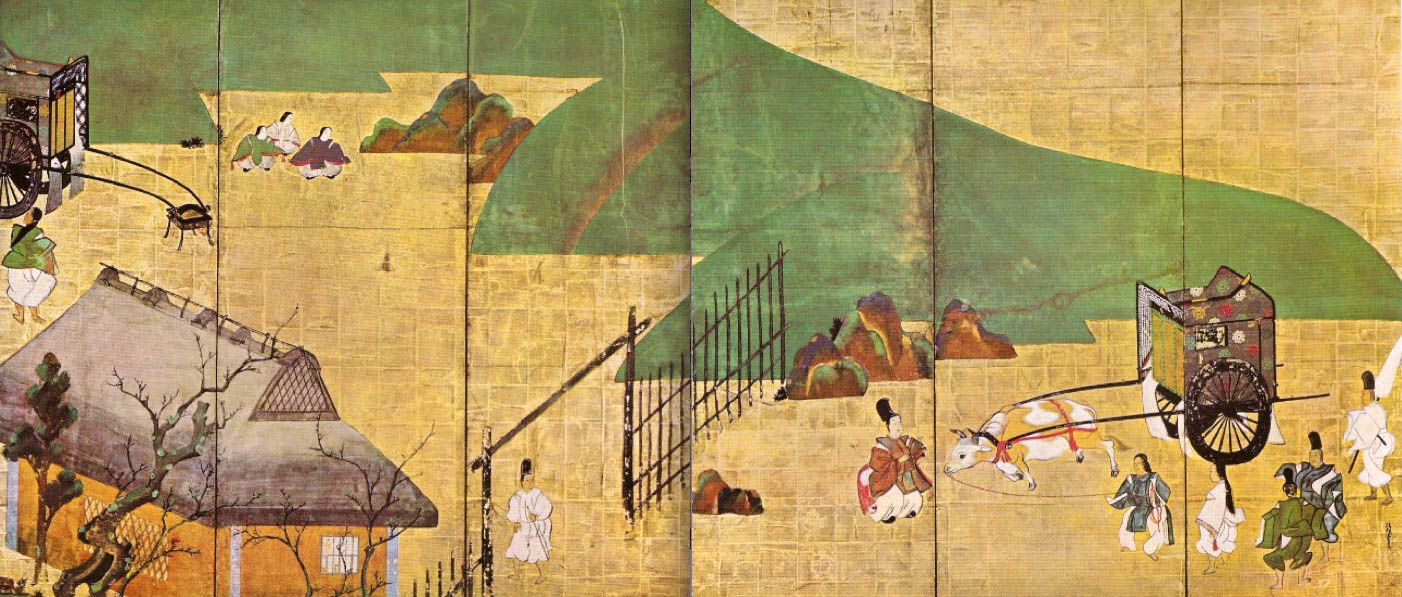
Tawaraya Sotatsu. El conte de Genji: Escena Sekiya 1631. Pantalla amb 6 fulles, daurat i colors sobre paperH.152; L. 354 cm. Tòquio, Museu d'Art Seikadō Bunko

### Després de 1615
Va ser al voltant d'aquesta data quan Sōtatsu va ser reconegut com un artista amb talent. Els seus quadres són molt diferents dels primers, més grans, més colorits. De fet, sembla que ja no pot col·laborar amb Kōetsu, i moltes pintures figuratives, la majoria de vegades a les pantalles, caracteritzen aquest nou període de la seva vida com a artista.

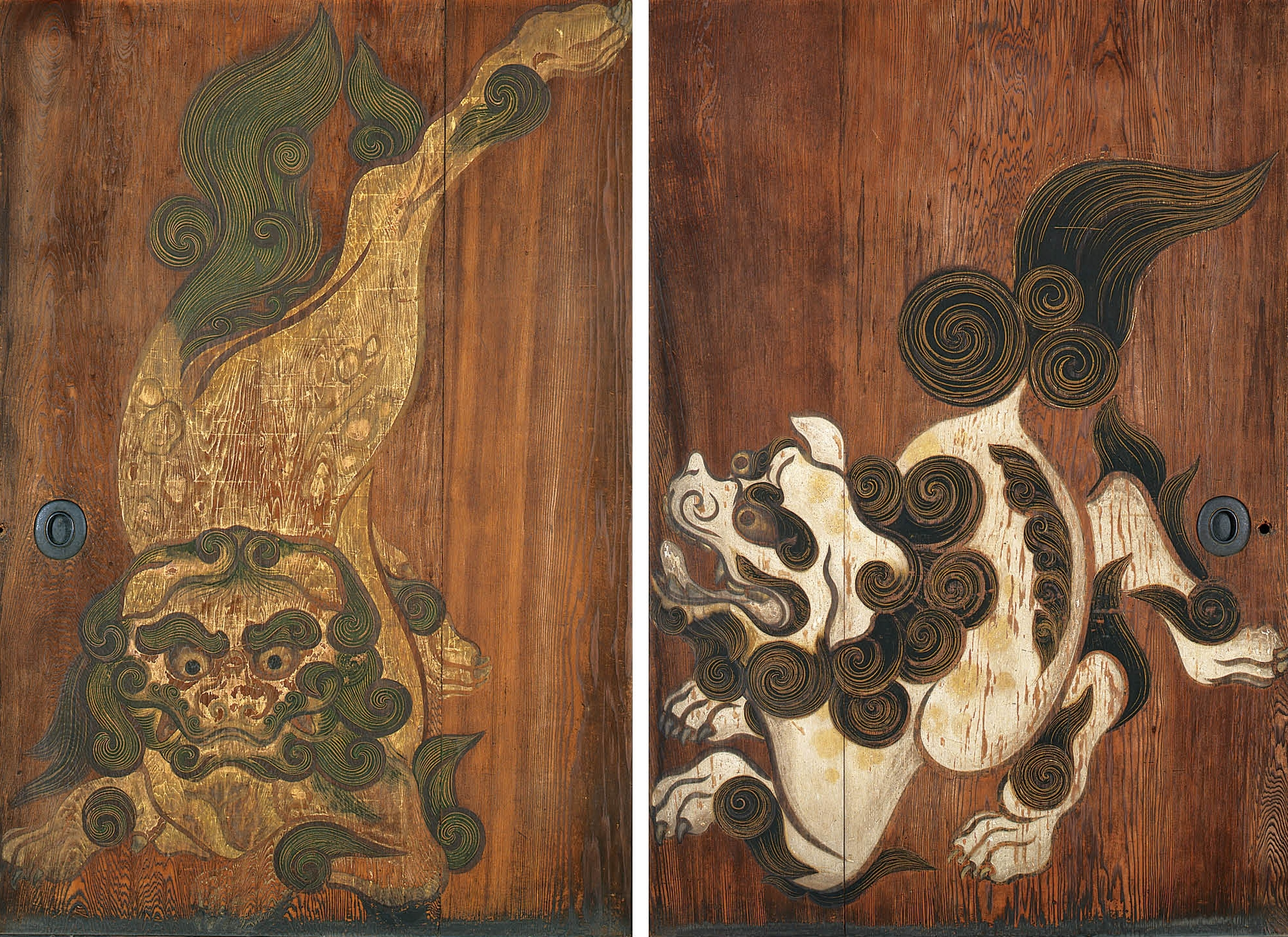
lleons xinesos. 2 de 6 fusuma. Cap al 1620. Colors sobre cedre, c. H.182 ; L. 125 cm. Yogen-in, Kyoto
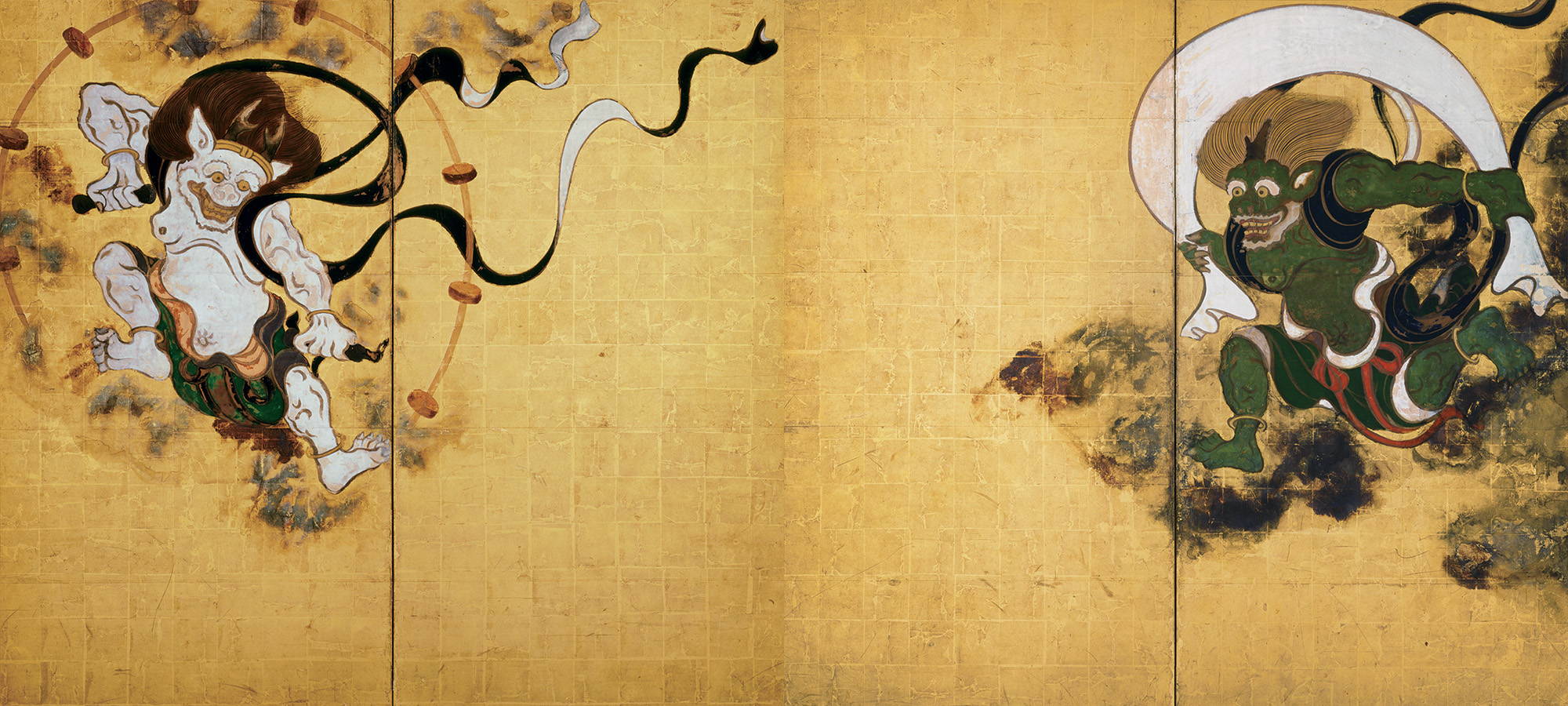
Els déus del vent i el tro. Tawaraya Sotatsu. Parell de pantalles de dos panells, sense signar. Tinta i colors sobre fons daurat, sobre paper. Cap al 1626
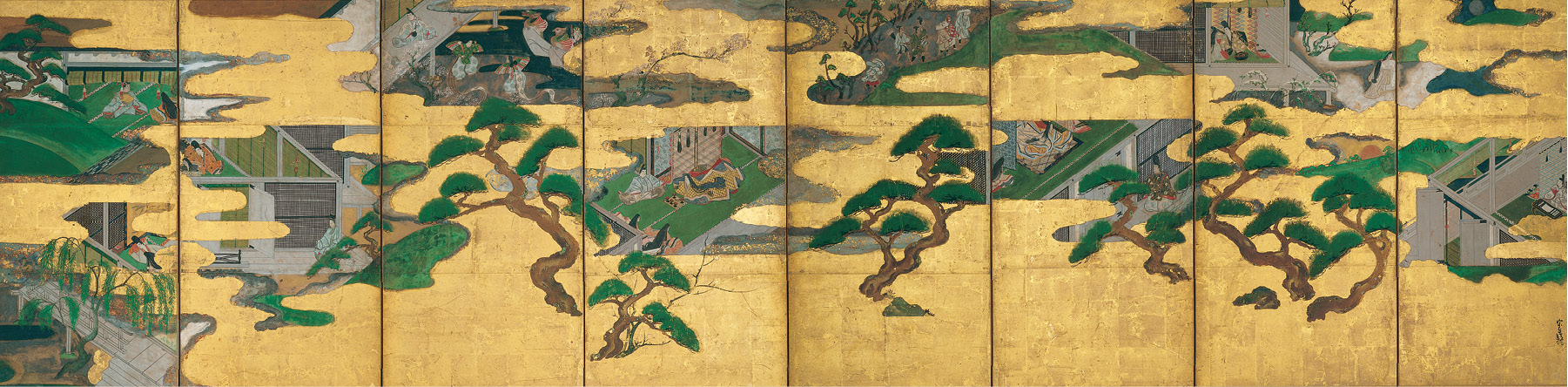
Vuit capítols del relat de Gengi. Sotatsu. Tinta, color i or sobre paper daurat. Pantalla amb 8 fulles, 81 x 327 cm. MET. Cada pantalla 154.5 x 169.8 cm. Kennin-ji, Kyoto

Pins negres i aurons. Pantalla amb 6 fulles, L 3,62 ; Alçada 1,51 m. Museu d'Art de Yamatane. Tècnica Tarashikomi sobre troncs de pi.
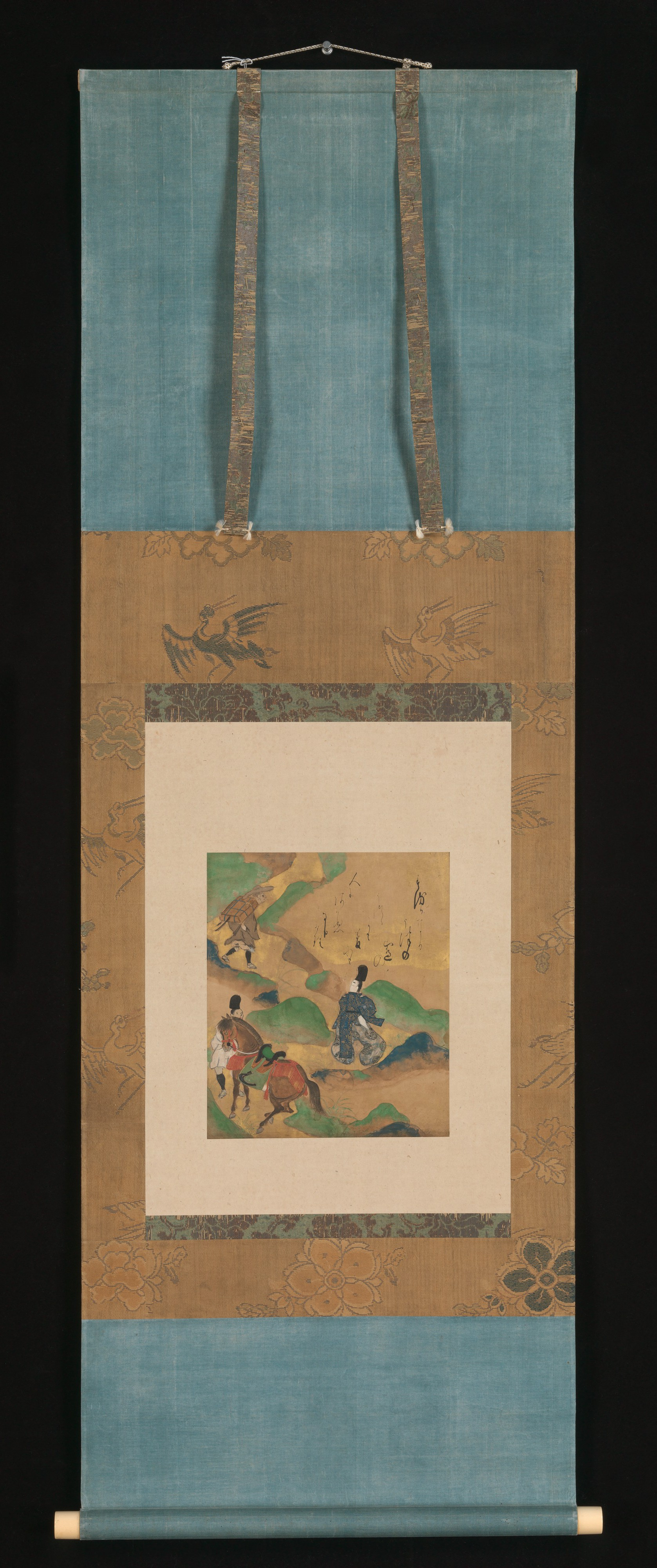
“Mount Utsu”, d'Històries d'Ise (Ise monogatari), cap al 1634. Full de poesia (shikishi), muntat com un rotllo penjat, imatge: 24,6 x 20,8 cm. Cal·ligrafia Toshiharu (1611–1647), pintura: Sōtatsu. MET
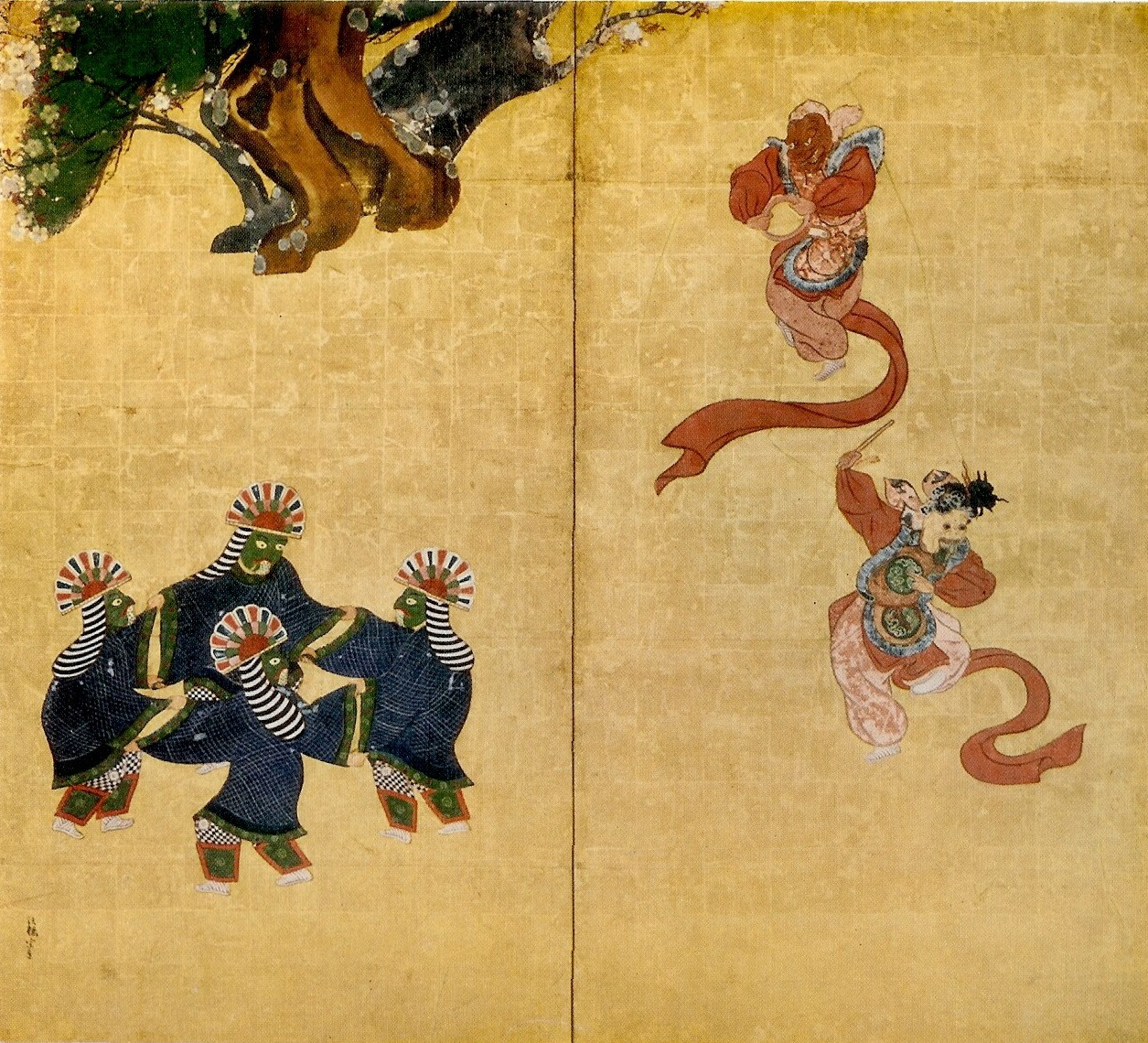
Ballarins de Bugaku. Cap al 1626. Parell de pantalles de dos panells. Tinta, colors, or / paper. 169 x 165 cm. Daigo-ji, Kyoto

“Sōtatsu s'esforça per donar tant la flexibilitat de les línies com el vigor dels accents i aconsegueix matisar les superfícies planes mitjançant la tècnica tarashikomi (tocs de tinta acabada d'aplicar que, ruixats amb aigua, es converteixen en taques degradades). Més tard va reprendre aquests processos en les seves pintures monocromes de tinta xinesa, introduint una nova sensació decorativa en l'art del dibuix al rentat, allunyat de la tradició xinesa, i en els seus rotlles i pantalles en colors superposats per formar harmonies inesperades. També innova [veure els seus quadres monocroms : Ànecs a l'estany de lotus ] en el tractament de patrons desproveïts de contorns, segons l'antic partit xinès anomenat desossat.»
En particular, durant aquest període va crear un gran nombre de pantalles de tinta i color sobre un fons daurat.
Les seves grans pantalles decoratives estan, en la seva majoria, signades «Hokkyo Sotatsu» al costat d'un segell rodó. «Aquest títol de hokkyō és una dignitat sacerdotal generalment concedida a artistes destacats». Segons Miyeko Murase i altres, no esmentats per Okudaira Shunroku, aquesta distinció hauria seguit a la reconstrucció del temple Yōgen-in, a Kyōto l'any 1621, en la qual Sōtatsu va participar amb les pintures de les portes (pintades en els dos costats: elefants blancs i rinoceront i, al dors, figures d'animals fantàstics) i pintures dels envans corredissos amb grans pins i roques. Okudaira Shunroku suggereix que aquestes pintures es van fer abans de 1624. Aquesta datació aproximada és un dels pocs punts de referència generalment acceptats.
A les portes del Yōgen-in, els dos rinoceronts i els quatre animals d'aspecte fantàstic, tots extraordinaris, hi ha éssers protectors, alguns contra els perills de l'aigua (rinoceront) i contra els perills del foc (sangei); benvinguts als temples exposats a aquests dos riscos permanents. Aquests animals solen ser tractats d'una manera molt més convencional i estàtica, mentre que aquí apareixen d'una manera totalment lliure, original i d'execució ràpida. Els pins i les roques, per la seva banda, semblen recordar paisatges xinesos en blau i verd; tots els troncs es veuen, segons un procés que es convertirà en tarashikomi, per taques d'aigua a la pintura convertint-se en taques degradades.